# Maemo
Maemo — програмна платформа для портативних пристроїв, що базується на Debian. Призначена для смартфонів та інтернет-планшетів. Платформа включає операційну систему Maemo та Maemo SDK. Використовується на Nokia 770 Internet Tablet і більше нових пристроях, Nokia N800, N810 і Nokia N900. В основі Maemo лежать компоненти середовища Gnome, у тому числі графічна бібліотека GTK+, яка разом з libhildon відповідає за графічний інтерфейс.
Велася робота з інтеграції WebKit як ще одного браузерного рушія для Maemo. Таким чином, Maemo підтримує не тільки Gecko.
У 2010 році Nokia вирішила об'єднати свої напрацювання в області мобільного Лінукса з розробками компанії Intel (Moblin), спільний проєкт отримав назву MeeGo.

## Пристрої на базі Maemo
- Nokia 770
- Nokia N800
- Nokia N810
- Nokia N900

## Критика
Хоча платформа заснована на вільному ПЗ, деякі компоненти даної платформи (наприклад, модуль екранної клавіатури) або програми, що поставляються за замовчуванням (наприклад, менеджер файлів або медіаплеєр) є пропрієтарним і недоступні у вигляді вихідних текстів. Поява інших пристроїв, що використовують напрацювання платформи Maemo, стримується даними фактором, що негативно впливає на загальну популярність програмної платформи в цілому.
Закритість деяких компонентів призводить до ряду невирішених за довгий час проблем. Наприклад, вбудований медіаплеєр дуже повільний і дуже перебірливий у форматах файлів. У силу відсутності вихідних текстів необхідних компонентів, сторонні програмісти не можуть виправити цю ситуацію, а Nokia працює над поліпшенням пропрієтарних компонентів недостатньо ефективно.
Nokia, бувши основним спонсором проєкту Maemo, утім, інколи ігнорує деякі побажання користувачів даної платформи на догоду своїм власним інтересам. Наприклад, Nokia не впроваджує підтримку форматів файлів проєкту Ogg в свої пристрої, хоча це один з найбільш часто запитуваних користувачами можливостей, переслідуючи свої власні інтереси. Однак завдяки відкритості платформи, сторонні розробники можуть самі реалізувати підтримку даних форматів.